# 稲瀬村
稲瀬村（いなせむら）は、1955年（昭和30年）まで岩手県江刺郡にあった村。現在の奥州市江刺稲瀬および北上市稲瀬町にあたる。

## 沿革
- 1875年（明治8年）10月17日 - 水沢県による村落統合にともない、上門岡村・下門岡村・石関村・二関村・三関村が合併して稲瀬村に、三照村と倉沢村が合併して照沢村になる。
- 1889年（明治22年）4月1日 - 町村制施行にともない、稲瀬村の一部（二関・三関は広瀬村へ編入）と照沢村が合併して新制の稲瀬村が発足。
- 1947年（昭和22年） - 昭和天皇の戦後巡幸の際、伝統の「鹿踊り」の天覧が計画されるも水害のために中止。同年8月10日、盛岡市に有志が出向き踊衣で奉迎を行う[1]。
- 1955年（昭和30年）
  - 2月10日 - 岩谷堂町・伊手村・愛宕村・田原村・玉里村・広瀬村・藤里村・梁川村・米里村と合併し、江刺町となる。
  - 7月10日 - 旧村域の一部が江刺町から北上市へと境界変更になる。

## 行政
- 歴代村長

| 代     | 氏名       | 就任                       | 退任                       | 備考 |
| ------ | ---------- | -------------------------- | -------------------------- | ---- |
| 1      | 菊池直三郎 | 1889年（明治22年）5月16日  | 1890年（明治23年）2月19日  |      |
| 2〜6   | 菊池伝寿郎 | 1890年（明治23年）2月20日  | 1904年（明治37年）12月17日 |      |
| 7      | 菊池邦治郎 | 1904年（明治37年）12月18日 | 1908年（明治41年）12月17日 |      |
| 8〜11  | 岩淵義源太 | 1908年（明治41年）12月18日 | 1921年（大正10年）2月3日   |      |
| 12〜15 | 高橋幸作   | 1921年（大正10年）2月4日   | 1937年（昭和12年）2月3日   |      |
| 16〜18 | 及川貞治   | 1937年（昭和12年）2月4日   | 1946年（昭和21年）11月26日 |      |
| 19〜20 | 高橋市朗   | 1947年（昭和22年）4月5日   | 1955年（昭和30年）2月9日   |      |